# U-559 (tàu ngầm Đức)
U-559 là một tàu ngầm tấn công  Lớp Type VII thuộc phân lớp Type VIIC được Hải quân Đức Quốc Xã chế tạo trong Chiến tranh Thế giới thứ hai. Nhập biên chế năm 1941, nó đã thực hiện được mười chuyến tuần tra, đánh chìm hay gây tổn thất toàn bộ cho sáu tàu buôn với tổng tải trọng 17.928 GRT cùng một tàu chiến tải trọng 1.060 tấn. Trong chuyến tuần tra cuối cùng, U-559 bị các các tàu khu trục Anh thả mìn sâu đánh chìm trong Địa Trung Hải vào ngày 30 tháng 10, 1942, khi bảng mật mã tịch thu được từ con tàu đã giúp ích rất lớn vào việc giải mã máy Enigma .

## Thiết kế và chế tạo

### Thiết kế

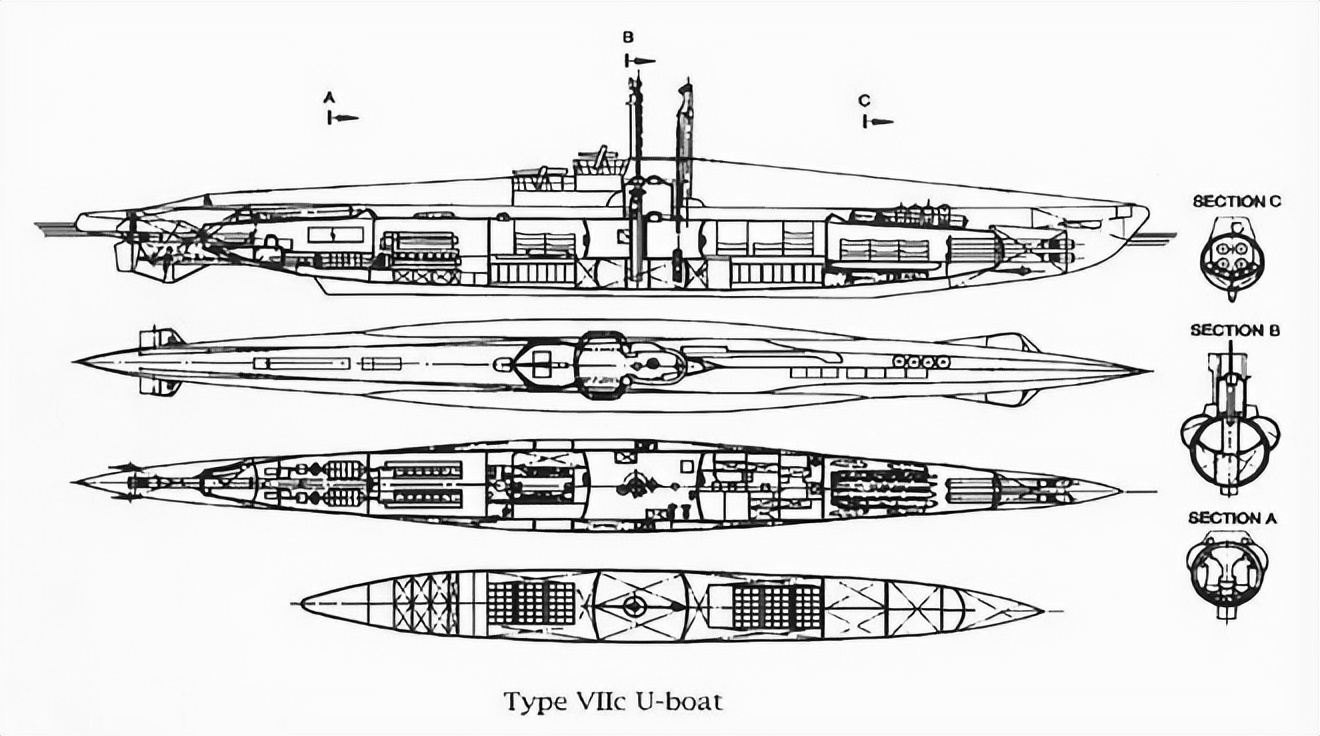
Sơ đồ các mặt cắt một tàu ngầm Type VIIC

Phân lớp VIIC của Tàu ngầm Type VII là một phiên bản VIIB được kéo dài thêm. Chúng có trọng lượng choán nước 769 t (757 tấn Anh) khi nổi và 871 t (857 tấn Anh) khi lặn). Con tàu có chiều dài chung 67,10 m (220 ft 2 in), lớp vỏ trong chịu áp lực dài 50,50 m (165 ft 8 in), mạn tàu rộng 6,20 m (20 ft 4 in), chiều cao 9,60 m (31 ft 6 in) và mớn nước 4,74 m (15 ft 7 in).
Chúng trang bị hai động cơ diesel Germaniawerft F46 siêu tăng áp 6-xy lanh 4 thì, tổng công suất 2.800–3.200 PS (2.100–2.400 kW; 2.800–3.200 bhp), dẫn động hai trục chân vịt đường kính 1,23 m (4,0 ft), cho phép đạt tốc độ tối đa 17,7 kn (32,8 km/h), và tầm hoạt động tối đa 8.500 nmi (15.700 km) khi đi tốc độ đường trường 10 kn (19 km/h). Khi đi ngầm dưới nước, chúng sử dụng hai động cơ/máy phát điện Garbe, Lahmeyer & Co. RP 137/c  tổng công suất 750 PS (550 kW; 740 shp). Tốc độ tối đa khi lặn là 7,6 kn (14,1 km/h), và tầm hoạt động 80 nmi (150 km) ở tốc độ 4 kn (7,4 km/h). Con tàu có khả năng lặn sâu đến 230 m (750 ft).
Vũ khí trang bị có năm ống phóng ngư lôi 53,3 cm (21 in), bao gồm bốn ống trước mũi và một ống phía đuôi, và mang theo tổng cộng 14 quả ngư lôi, hoặc tối đa 22 quả thủy lôi TMA, hoặc 33 quả TMB. Tàu ngầm Type VIIC bố trí một hải pháo 8,8 cm SK C/35 cùng một pháo phòng không 2 cm (0,79 in) trên boong tàu. Thủy thủ đoàn bao gồm 4 sĩ quan và 40-56 thủy thủ.

### Chế tạo
U-559 được đặt hàng vào ngày 16 tháng 10, 1939, và được đặt lườn tại xưởng tàu của hãng Blohm & Voss ở Hamburg vào ngày 1 tháng 2, 1940. Nó được hạ thủy vào ngày 8 tháng 1, 1941, và nhập biên chế cùng Hải quân Đức Quốc Xã vào ngày 27 tháng 2, 1941 dưới quyền chỉ huy của Hạm trưởng, Đại úy Hải quân Hans Heidtmann.

## Lịch sử hoạt động
Sau khi hoàn tất việc huấn luyện trong thành phần Chi hạm đội U-boat 7, U-559 tiếp tục phục vụ trong đội ngũ đơn vị này để hoạt động trên tuyến đầu, cho đến khi được điều sang Chi hạm đội U-boat 23 từ ngày 1 tháng 11, 1941, rồi sang Chi hạm đội U-boat 29 từ ngày 15 tháng 4, 1942 để hoạt động tại khu vực Địa Trung Hải cho đến khi bị mất.

### 1941

#### Chuyến tuần tra thứ nhất
U-559 khởi hành từ cảng Kiel, Đức vào ngày 4 tháng 6, 1941 cho chuyến tuần tra đầu tiên trong chiến tranh. Nó tiến ra Bắc Hải, rồi băng qua eo biển Đan Mạch giữa Iceland và Greenland để vòng qua quần đảo Anh và hoạt động tại vùng biển Đại Tây Dương về phía Tây Ireland (Khu vực Tiếp cận phía Tây). Nó không đánh chìm được mục tiêu nào, nên kết thúc chuyến tuần tra và đi đến cảng St. Nazaire bên bờ Đại Tây Dương của Pháp đã bị Đức chiếm đóng, đến nơi vào ngày 5 tháng 7.

#### Chuyến tuần tra thứ hai
U-559 xuất phát từ St. Nazaire vào ngày 26 tháng 7 cho chuyến tuần tra thứ hai, kéo dài cho đến ngày 22 tháng 8, để hoạt động tại Khu vực Tiếp cận phía Tây. Vào ngày 19 tháng 8, nó phóng một loạt bốn quả ngư lôi tấn công Đoàn tàu OG-71, đánh chìm được chiếc tàu buôn Anh Alva 1.584 GRT ở vị trí khoảng 600 nmi (1.100 km) về phía Tây Ushant.

#### Chuyến tuần tra thứ ba
Rời St. Nazaire vào ngày 20 tháng 9 cho chuyến tuần tra thứ ba, U-559 được lệnh chuyển sang hoạt động tại khu vực Địa Trung Hải. Sau khi thành công trong việc băng qua eo biển Gibraltar được lực lượng Đồng Minh phòng thủ nghiêm ngặt vào ngày 25 tháng 9, chiếc U-boat tiếp tục hoạt động tại khu vực Đông Địa Trung Hải ngoài khơi Libya và Ai Cập trước khi kết thúc chuyến tuần tra tại đảo Salamis, Hy Lạp vào ngày 20 tháng 10. Salamis trở thành căn cứ hoạt động chính của chiếc tàu ngầm trong bốn chuyến tuần tra tiếp theo.

#### Chuyến tuần tra thứ tư và thứ năm
Trong chuyến tuần tra thứ tư kéo dài từ ngày 24 tháng 11 đến ngày 4 tháng 12, U-559 lại hoạt động tại khu vực Đông Địa Trung Hải ngoài khơi Libya. Tại đây vào rạng sáng ngày 26 tháng 11 nó phóng ngư lôi đánh chìm chiếc tàu sà lúp Australia HMAS Parramatta (1.060 tấn) ở vị trí về phía Bắc Bardia, Libya.
U-559 thực hiện chuyến tuần tra thứ năm từ ngày 8 đến ngày 31 tháng 12 tại vùng biển ngoài khơi Ai Cập. U-559 đã tấn công Đoàn tàu TA-5 vào ngày 23 tháng 12, và đánh chìm chiếc tàu biển chở hành khách Anh Shuntien 3.059 GRT, vốn đang vận chuyển khoảng 850-1.100 tù binh chiến tranh người Đức và Ý, ở vị trí về phía Tây Bắc Tobruk; trong số 800-1.000 người thiệt mạng có ít nhất 700 tù binh. Ba ngày sau đó 26 tháng 12, chiếc tàu ngầm lại tấn công Đoàn tàu AT-6 và đánh chìm chiếc tàu buôn Ba Lan Warszawa 2.487 GRT ở vị trí khoảng 40 nmi (74 km) về phía Đông Tobruk.

### 1942

#### Chuyến tuần tra thứ sáu và thứ bảy
U-559 có hai chuyến tuần tra tiếp theo, cùng xuất phát và kết thúc tại Salamis, diễn ra từ ngày 16 đến ngày 26 tháng 2 và từ ngày 4 đến ngày 27 tháng 3, 1942. Nó tiếp tục hoạt động tại khu vực Đông Địa Trung Hải ngoài khơi Libya và Ai Cập, nhưng không đánh chìm được mục tiêu nào. Chiếc tàu ngầm sau đó chuyển căn cứ hoạt động đến Pola, Ý (nay là Pula thuộc Croatia) vào cuối tháng 3.

#### Chuyến tuần tra thứ tám và thứ chín
Chuyến tuần tra thứ tám, cùng xuất phát và kết thúc tại Pola, diễn ra từ ngày 18 tháng 5 đến ngày 22 tháng 6, khi U-559 hoạt động tại khu vực Đông Địa Trung Hải ngoài khơi Libya và Ai Cập. Vào ngày 10 tháng 6, nó tấn công Đoàn tàu AT-6 ở vùng biển giữa Alexandra và Mersa Matruh, đánh trúng chiếc tàu chở dầu Na Uy Athene 4.681 GRT, khiến mục tiêu đắm hai ngày sau đó, đồng thời gây tổn thất toàn bộ cho chiếc tàu tiếp dầu Anh Brambleleaf 5.917 GRT.
Chiếc tàu ngầm sau đó chuyển căn cứ hoạt động từ Pula đến đảo Salamis, rồi xuất phát từ đây vào ngày 29 tháng 8 cho chuyến tuần tra thứ chín, và đã hoạt động tại vùng biển ngoài khơi Ai Cập và Palestine. Nó lại không đánh chìm được mục tiêu nào, nên kết thúc chuyến tuần tra tại cảng Messina trên đảo Sicilia, Ý vào ngày 21 tháng 9.

#### Chuyến tuần tra thứ mười – Bị mất
U-559 xuất phát từ Messina vào ngày 29 tháng 9 cho chuyến tuần tra thứ mười, cũng là chuyến cuối cùng, để hoạt động tại khu vực Đông Địa Trung Hải ngoài khơi Ai Cập và Palestine. Vào ngày 13 tháng 10, nó dùng súng máy tấn công Bringhi 200 GRT; chiếc thuyền buồm Ai Cập rút lui về đến Alexandria, nhưng mắc cạn tại một dãi đá ngầm ngoài khơi cảng và là một tổn thất toàn bộ.
Đến ngày 30 tháng 10, chiếc tàu ngầm bị một thủy phi cơ Short Sunderland thuộc Liên đội 201 Không quân Hoàng gia Anh (RAF) phát hiện tại tọa độ 31°47′B 33°24′Đ / 31,783°B 33,4°Đ, cách 70 nmi (130 km) về phía Bắc cửa sông Nile. Tàu khu trục HMS Hero được thông báo qua vô tuyến và đã đi đến nơi để ngăn chặn, đồng thời các tàu khu trục HMS Petard, HMS Pakenham, HMS Dulverton và HMS Hurworth cũng xuất phát từ cảng Port Said để tham gia cuộc truy lùng. Đến 12 giờ 34 phút, một máy bay tuần tra Vickers Wellesley thuộc Liên đội 47 RAF nhìn thấy kính tiềm vọng của U-559 đang lặn, nên thả mìn sâu tấn công.
Các tàu khu trục Anh đã tấn công trong 16 giờ, thả mìn sâu liên tục, và khi trời tối lườn tàu áp lực của U-559 đã bị nứt, không thể duy trì thăng bằng, và bốn thủy thủ đã tử trận do các vụ nổ ngập nước. Chiếc tàu ngầm đã trồi lên mặt nước ngay bên cạnh Petard, và con tàu Anh đã tấn công bằng pháo Oerlikon 20 mm.
Trong khi vội vã rời tàu để thoát thân, các thủy thủ Đức đã không phá hủy các bảng mật mã hay máy Enigma, cũng như không mở các van thông khí để đẩy nhanh việc đánh đắm tàu. Vào lúc đó Trung úy Anthony Fasson cùng các thủy thủ Anh Colin Grazier và Tommy Brown từ Petard đã đổ bộ sang chiếc tàu ngầm, vốn đang đắm dần. Họ lấy được bảng mật mã cùng các cài đặt hiện tại của mạng lưới máy Enigma, để chuyển sang xuồng của Petard. Grazier và Fasson còn đang mắc lại bên trong chiếc U-boat khi nó đắm, và không thể thoát ra được khi U-559 đắm tại tọa độ 32°30′B 33°0′Đ / 32,5°B 33°Đ. Bảy thành viên thủy thủ đoàn của U-559 đã tử trận, và có 38 người sống sót được cứu vớt và bị bắt làm tù binh chiến tranh.
Grazier và Fasson được truy tặng Huân chương Chữ thập George, trong khi Brown được tặng thưởng Huân chương George. Hải quân Anh đã cân nhắc việc tặng thưởng Huân chương Chữ thập Victoria cao quý nhất, nhưng đã không được thực hiện, vì hành động anh dũng của họ "không trực tiếp đối mặt quân thù". Một điểm khác cần cân nhắc là việc trao tặng Huân chương Chữ thập Victoria sẽ thu hút sự chú ý không cần thiết của tình báo Đức về số phận chiếc U-boat. Sau đó người ta khám phá Brown đã nói dối về tuổi tác để được gia nhập hải quân, anh chỉ mới 16 tuổi, trở thành người trẻ nhất được trao tặng Huân chương George. Brown giải ngũ và quay trở về nhà tại North Shields, nhưng qua đời chỉ hai năm sau đó, khi tìm cách cứu em gái khỏi một vụ cháy nhà.
Tài liệu mật mã thu được từ U-559 đã hỗ trợ rất lớn cho những nhà giải mật mã tại Bletchley Park, vốn đã không thể đọc được máy Enigma 4-rotor trong suốt mười tháng kể từ khi nó được Hải quân Đức sử dụng từ đầu năm 1942. Tài liệu thu được đã giúp họ giải mã được sau nhiều tuần, và phá được mã Enigma dành cho U-boat cho đến khi chiến tranh kết thúc.

### "Bầy sói" tham gia
U-559 từng tham gia một bầy sói:
- Goeben (20 tháng 9 – 5 tháng 10, 1941)

### Tóm tắt chiến công
U-559 đã đánh chìm hay gây tổn thất toàn bộ cho sáu tàu buôn với tổng tải trọng 17.928 GRT cùng một tàu chiến tải trọng 1.060 tấn:
| Ngày              | Tên tàu         | Quốc tịch      | Tải trọng | Số phận          |
| ----------------- | --------------- | -------------- | --------- | ---------------- |
| 19 tháng 8, 1941  | Alva            | United Kingdom | 1.584     | Bị đánh chìm     |
| 27 tháng 11, 1941 | HMAS Parramatta | Hải quân Úc    | 1.060     | Bị đánh chìm     |
| 23 tháng 12, 1941 | Shuntien        | United Kingdom | 3.059     | Bị đánh chìm     |
| 26 tháng 12, 1941 | Warszawa        | Poland         | 2.487     | Bị đánh chìm     |
| 10 tháng 6, 1942  | Athene          | Norway         | 4.681     | Bị đánh chìm     |
| 10 tháng 6, 1942  | Brambleleaf     | United Kingdom | 5.917     | Tổn thất toàn bộ |
| 12 tháng 10, 1942 | Bringhi         | Egypt          | 200       | Tổn thất toàn bộ |